# Interpolação musical

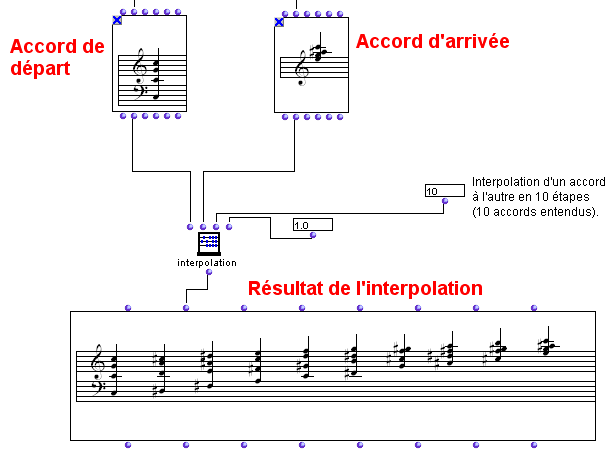
Diagrama de interpolação de acordes elaborado no software OpenMusic

O termo interpolação musical (do latim interpolatio: reformar roupas usadas, mudar forma ou conotações) refere-se ao uso de uma melodia - ou partes de uma melodia (geralmente com letras modificadas) - de uma música gravada anteriormente, mas regravando a melodia em vez de sampleá-la. A interpolação é frequentemente usada quando o artista ou gravadora que possui a peça musical se recusa a licenciar a amostra, ou se o licenciamento da peça musical for considerado muito caro.
De acordo com o produtor musical Jeff Pina, a interpolação musical ocorre quando "você utiliza uma melodia que você gosta muito de uma outra canção e cria uma letra, um novo arranjo, um novo conceito ao redor daquilo".

## Exemplos de interpolação musical
A interpolação prevalece em muitos gêneros de música popular; os primeiros exemplos são os Beatles interpolando "La Marseillaise" e "She Loves You", entre três outras interpolações na canção de 1967 "All You Need Is Love", e Lyn Collins interpolando letras dos 5 Royales "Think" em sua canção de 1972 com o mesmo título "Think (About It)".
Um gênero em que a interpolação (assim como a amostragem) é altamente prevalente é a música hip hop; exemplos proeminentes incluem "Holiday Rap", de MC Miker G & DJ Sven, que apresenta uma interpolação do refrão de "Summer Holiday", de Cliff Richard; "Pastime Paradise" de Stevie Wonder interpolado no hit de Coolio "Gangsta's Paradise"; "Shape of My Heart", de Sting, interpolado no hit de 2018 de Juice WRLD "Lucid Dreams".
Na música pop, exemplos notáveis incluem "2002", de Anne-Marie, que interpola letras de seis canções, Portugal. The Man "Feel It Still" que interpola o hit de 1961 das Marvelettes "Please Mr. Postman", e "Bad Liar", de Selena Gomez, que interpola a linha de baixo de "Psycho Killer", da banda new wave Talking Heads.
A canção de 1992 "Murder She Wrote", da dupla de reggae Chaka Demus & Pliers foi interpolada em "Post to Be", de Omarion e Chris Brown, em "El Taxi", de Pitbull, em Jason Derulo "Too Hot " e na versão remix de "Ritmo", do Black Eyed Peas com Jaden Smith, entre muitas outras canções.